# Lingua dei segni cinese
La lingua dei segni cinese (ZS, Zhongguo Shouyu) è una lingua dei segni sviluppata spontaneamente da bambini sordi in numerose scuole, in Cina ed in Taiwan.